# Экспериментальная психология
Эксперимента́льная психоло́гия — общее обозначение всех видов научно-психологических исследований, осуществляемых посредством различных экспериментальных методов.
Экспериментальная психология представляет собой не какой-то особый вид психологии, а общий методологический подход, охватывающий самые различные области психологической науки.

## Общие сведения
Экспериментальная методика в психологии сводится по преимуществу к лабораторным (реже — к естественным) исследованиям, в ходе которых осуществляется предварительное планирование и последующая организация максимально корректных (валидных) в научно-методологическом отношении экспериментов, имеющих то или иное отношение к самым различным областям психологической науки, включая почти все направления прикладной психологии.
В частности, очень большое значение для успешного развития экспериментальной психологии имеет разработка эффективных экспериментальных методов изучения различных проблем и вопросов, связанных с психофизиологией
ощущений, восприятия, развития, внимания, сознания, обучения, памяти, мышления, языка.
В последнее время экспериментальные подходы стали активно применяться в социальной психологии, а также при исследовании психологических мотиваций и эмоций.

## Главные принципы методологии
Методология экспериментальной психологии основывается на следующих принципах:
1. Общенаучные методологические принципы:
  1. Принцип детерминизма. Экспериментальная психология исходит из того, что поведение человека и психические явления являются следствием каких-либо причин, то есть принципиально объяснимы.
  2. Принцип объективности. Экспериментальная психология считает, что объект познания независим от познающего субъекта; объект принципиально познаваем через действие.
  3. Принцип фальсифицируемости — предложенное К. Поппером требование наличия методологической возможности опровержения теории, претендующей на научность, путём постановки того или иного принципиально возможного реального эксперимента.
2. Специфичные для психологии принципы
  1. Принцип единства физиологического и психического. Нервная система обеспечивает возникновение и протекание психических процессов, однако сведение психических явлений к физиологическим процессам невозможно.
  2. Принцип единства сознания и деятельности. Сознание деятельно, а деятельность сознательна. Экспериментальный психолог изучает поведение, которое образуется при тесном взаимодействии личности с ситуацией. Выражается следующей функцией: R=f(P,S), где R — поведение, P — личность, а S — ситуация.
  3. Принцип развития. Также известен, как принцип историзма и генетический принцип. Согласно данному принципу психика субъекта — результат продолжительного развития в филогенезе и онтогенезе.
  4. Системно-структурный принцип. Любые психические явления должны рассматриваться как целостные процессы. (Воздействие производится всегда на психику в целом, а не на какую-то изолированную её часть.)

## Основные события в создании
- XVI век — первые сведения о психологических экспериментах.
- XVIII век — начало систематической постановки психологических экспериментов с научной целью (большей частью, опыты с элементарными зрительными ощущениями).
- 1860 — публикация книги Г. Т. Фехнера «Элементы психофизики», основавшей психофизику и считающейся первой работой по экспериментальной психологии.
- 1874 — публикация книги В. Вундта «Физиологическая психология».
- 1879 — основание психологической лаборатории Вундта, в которой была создана первая научная психологическая школа.
- 1885 — публикация работы Г. Эббингауза «О памяти», в которой автор приходит к пониманию задачи экспериментальной психологии в качестве установления функциональной связи между определёнными явлениями и определёнными факторами посредством решения каких-либо задач.

## Основные понятия
- Валидность
- Выборка
- Гипотеза
  - Экспериментальная гипотеза
  - Статистическая гипотеза
- Психологический эксперимент
  - Безупречный эксперимент
- Психометрия
- Психофизика

## Методы исследования в психологии
В основе приведённой здесь классификации — классификация Б. Г. Ананьева, который объединил в ней все этапы психологического исследования, начиная от организационного и заканчивая интерпретационным. [Классификация Ананьева дана здесь с некоторыми изменениями.]
1. Организационная группа:
  - Сравнительный метод
  - Лонгитюдный метод
  - Комплексный метод (использование в комплексе и сравнительного, и лонгитюдного метода)
2. Группа эмпирических способов добывания данных (зависит от выбранного организационного метода):
  - Наблюдение и самонаблюдение (интроспекция)
  - Экспериментальные методы
    - Лабораторный эксперимент
    - Естественный эксперимент
    - Формирующий, или психолого-педагогический эксперимент
    - Патопсихологический эксперимент

  - Психодиагностические методы
    - Социометрия
    - Стандартизированные и проективные тестовые методики
      - тест Люшера
      - графология

    - Вербально-коммуникативные методы
      - Метод беседы
        - Интервью
          - Клиническое интервью

      - Метод опроса
        - Анкеты и вопросники
        - Личностные тесты

  - Методы анализа процессов и продуктов жизнедеятельности (или праксиметрические методы)
    - Хронометраж
    - Циклография
    - Профессиография

  - Метод моделирования
  - Биографический метод
3. Все методы и приёмы обработки эмпирических данных:
  - Методы математической статистики
  - Методы качественной характеристики полученного материала
4. Интерпретационные методы
  - Генетический метод (анализ фаз развития)
  - Структурный метод (анализ систем и типов межсистемных связей)
    - Психография

## Критика экспериментальной психологии
С самого создания экспериментальной психологии ведутся дискуссии о применимости такого метода исследования, как эксперимент, в психологии. Существует две полярные точки зрения:
1. в психологии применение эксперимента принципиально невозможно и недопустимо;
2. психология как наука без эксперимента несостоятельна.

Первая точка зрения — о невозможности применения эксперимента — опирается на следующие положения:
- Предмет исследования в психологии слишком сложен.
- Предмет исследования в психологии слишком непостоянен, что приводит к невозможности соблюдать принцип верификации.
- В психологическом эксперименте неминуемо субъект—субъектное взаимодействие (испытуемый—экспериментатор), что нарушает научную чистоту результатов.
- Индивидуальная психика абсолютно уникальна, что лишает смысла психологическое измерение и эксперимент (невозможно обобщить полученные данные на всех индивидов).
- Психика обладает внутренним свойством спонтанности, что затрудняет её предсказуемость.
- И др.

Противниками экспериментальных методов выступают многие приверженцы герменевтического подхода в психологии, основанного на методе понимания В. Дильтея.
Сторонники второй точки зрения, обосновывающей целесообразность введения эксперимента в науку, утверждают, что эксперимент позволяет обнаружить принцип, лежащий в основе какого-либо явления. Эксперимент рассматривается как попытка лабораторного воссоздания упрощённой реальности, в которой её важные характеристики можно моделировать и контролировать. Цель эксперимента — оценить теоретические принципы, лежащие в основе психологического явления.
Существует также точка зрения, которую можно воспринимать, как компромисс между двумя выше упомянутыми, — идея об уровнях психической организации. Согласно ей, есть шесть уровней психической регуляции (0 — физиологический уровень, 1 — психофизиологический уровень, 2 — уровень сенсорно-перцептивных процессов, 3 — интегративный уровень психики, 4 — уровень личности, 5 — уровень индивидуальности). Мощность естественно-научного метода имеет самое высокое значение при рассмотрении физиологических процессов и постепенно падает, стремясь к нулю на уровне индивидуальности. Соответственно, мощность герменевтического метода повышается, от нулевого значения на физиологическом уровне, до своего максимального значения на уровне индивидуальности. На диаграмме это отображается следующим образом:

## Задачи исследований в психологии
Четыре общие взаимосвязанные задачи, стоящие перед научным исследованием: описать поведение, спрогнозировать поведение, объяснить поведение, управлять поведением.

### Описание поведения
Выявление регулярных последовательностей событий, включая стимулы или внешние факторы и ответные реакции или поведение. Составление ясных и точных описаний — первый шаг в любых научных изысканиях, без которого невозможно предсказание и объяснение поведения.

### Прогнозирование поведения
Обнаружение законов поведения (наличия постоянных и предсказуемых взаимосвязей между переменными) должно привести к осуществлению прогнозирования с той или иной степенью вероятности.

### Объяснение поведения
Нахождение причин возникновения рассматриваемого поведения. Процесс установления причинно-следственных связей сложен и включает многие аспекты.

### Управление поведением
Применение на практике законов поведения, открытых в ходе психологических исследований.

## Этические проблемы психологических исследований
При работе с испытуемым необходимо соблюдать этику психологических исследований. В большинстве случаев нужно:
- Получить согласие потенциального испытуемого, объяснив ему цель и задачи исследования, его роль в эксперименте в той мере, чтобы он был в состоянии принять ответственное решение о своём участии.
- Защитить испытуемого от вреда и дискомфорта.
- Позаботиться о конфиденциальности информации об испытуемых.
- Полностью объяснить смысл и результаты исследования после окончания работы.

При работе с животными:
- Нельзя наносить животному вред и причинять страдания, если это не вызвано задачами исследования, определёнными утверждённой программой.
- Необходимо обеспечить достаточно комфортабельные условия содержания.